# フェラーリ・156F1
フェラーリ 156F1 (Ferrari 156F1) は、スクーデリア・フェラーリが1961年から1964年にかけてF1世界選手権で使用したフォーミュラ1カーである。車名の156は「1,500ccの6気筒エンジン」をあらわす。
フェラーリとしては初のミッドシップF1マシンであり、1961年にコンストラクターズタイトルとドライバーズタイトル（フィル・ヒル）の2冠を獲得した。

## 開発
1961年、F1のエンジン排気量制限が2.5リッターから1.5リッターに引き下げられたため、フェラーリは「ディーノV6」として知られるF2用1.5リッターV6エンジンを搭載する156F1を開発した。バンク角65度のTipo178エンジン（180馬力）はコヴェントリー・クライマックスエンジンやポルシェの空冷式水平対向エンジンを20馬力以上しのいでおり、シーズン中には低重心化とパワーアップを狙った120度広角タイプ（190馬力）も投入した。
シャーシは遅まきながらFR方式に見切りをつけ、暫定テスト車246PとF2用の156F2を経てMR方式を正式に採用した。フロントのエアインテークは鼻孔のように左右分割されており、「シャークノーズ」というニックネームが付けられた。設計者のカルロ・キティにちなんで「キティ・ノーズ」とも呼ばれ、250TR61年型（250TR/61）などの競技用スポーツカーにも用いられている。短く尖ったノーズから車体後部へと絞り込まれていく個性的なボディラインは、フェラーリの歴代F1マシンの中でも人気が高いデザインのひとつである。
156F1はデビューシーズンに大成功を収めたが、翌年にはイギリス勢の巻き返しにあい競争力を失った。キティに代わり開発責任者となったマウロ・フォルギエリがイギリスの技術的優位を取り入れた結果、後期型の156F1はオリジナルの面影を残さないほどの改修を施された。

## 戦績

### 1961年

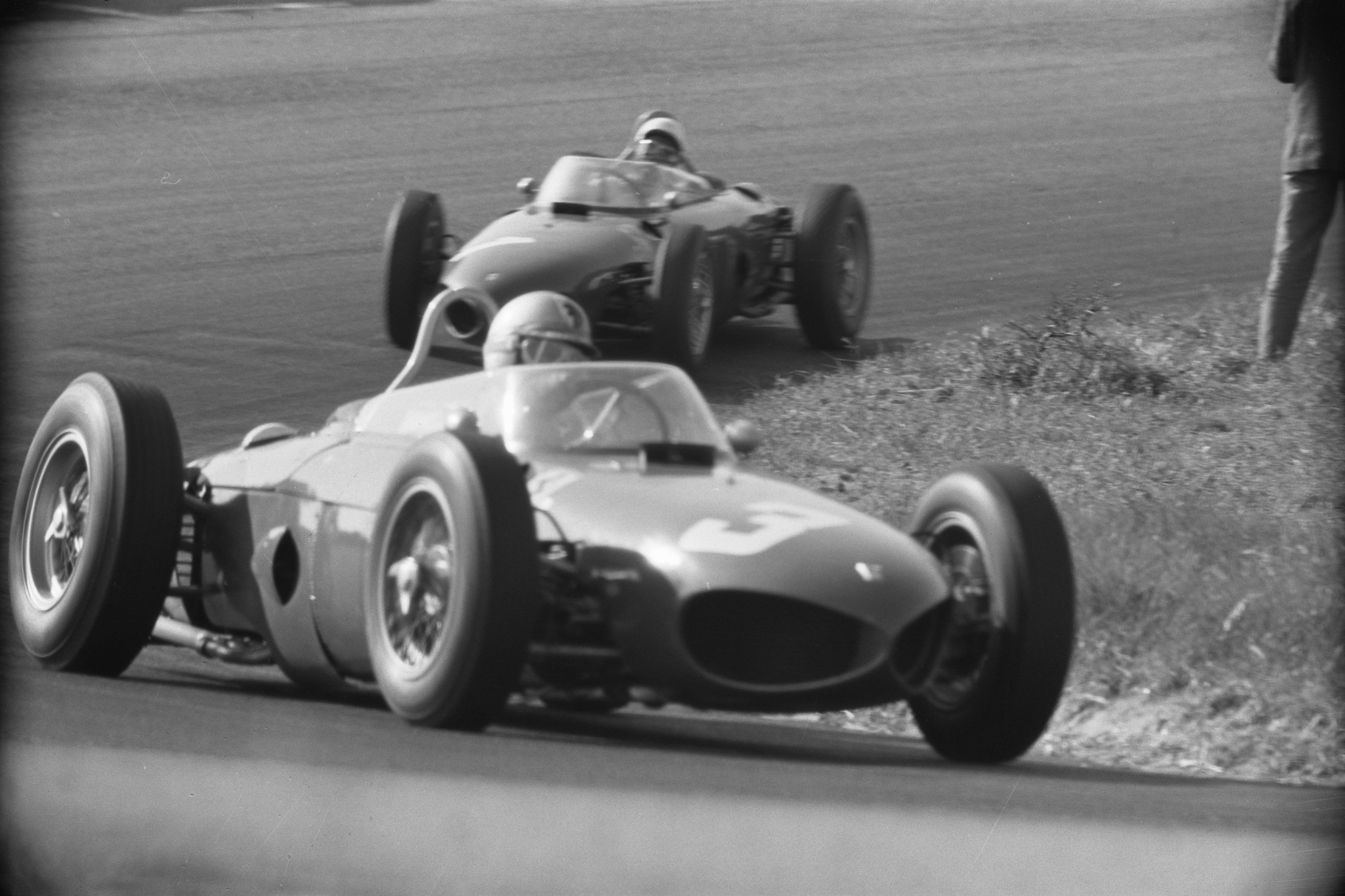
フォン・トリップスとヒル（1961年オランダGP）

レギュレーション変更に乗じてフェラーリが圧勝するという展開は、1952年シーズンの再現であった。フェラーリは選手権8戦中5勝を挙げ、1958年に制定されたコンストラクターズタイトルを初めて獲得した。エースのフィル・ヒルとヴォルフガング・フォン・トリップスが2勝ずつし、フランスGPではプライベートチームFISAの新人ジャンカルロ・バゲッティがF1デビュー戦優勝を記録した。ベルギーGPではフェラーリが1-4位を独占。勝利を逃した2戦はロブ・ウォーカー・レーシングのスターリング・モスが類いまれなテクニックで制したものだった。
ヒルとフォン・トリップスのドライバーズタイトル同門対決は、地元イタリアGPでフォン・トリップスが観客14名を巻き添えに事故死する悲劇で決着がついた。フェラーリは最終戦アメリカGPを欠場し、アメリカ人初のF1王者となったヒルは母国凱旋を果たせなかった。

### 1962年
コヴェントリー・クライマックスFWMVやBRMのV8エンジンの登場により、フェラーリの馬力優位は失われた。156F1は1勝も挙げられず、フォルギエリはシーズン中にシャークノーズをやめて一般的なノーズに戻し、足回りにも変更を施した。不振の責任を負わされたヒルはシーズン後ATSに移籍する。

### 1963年

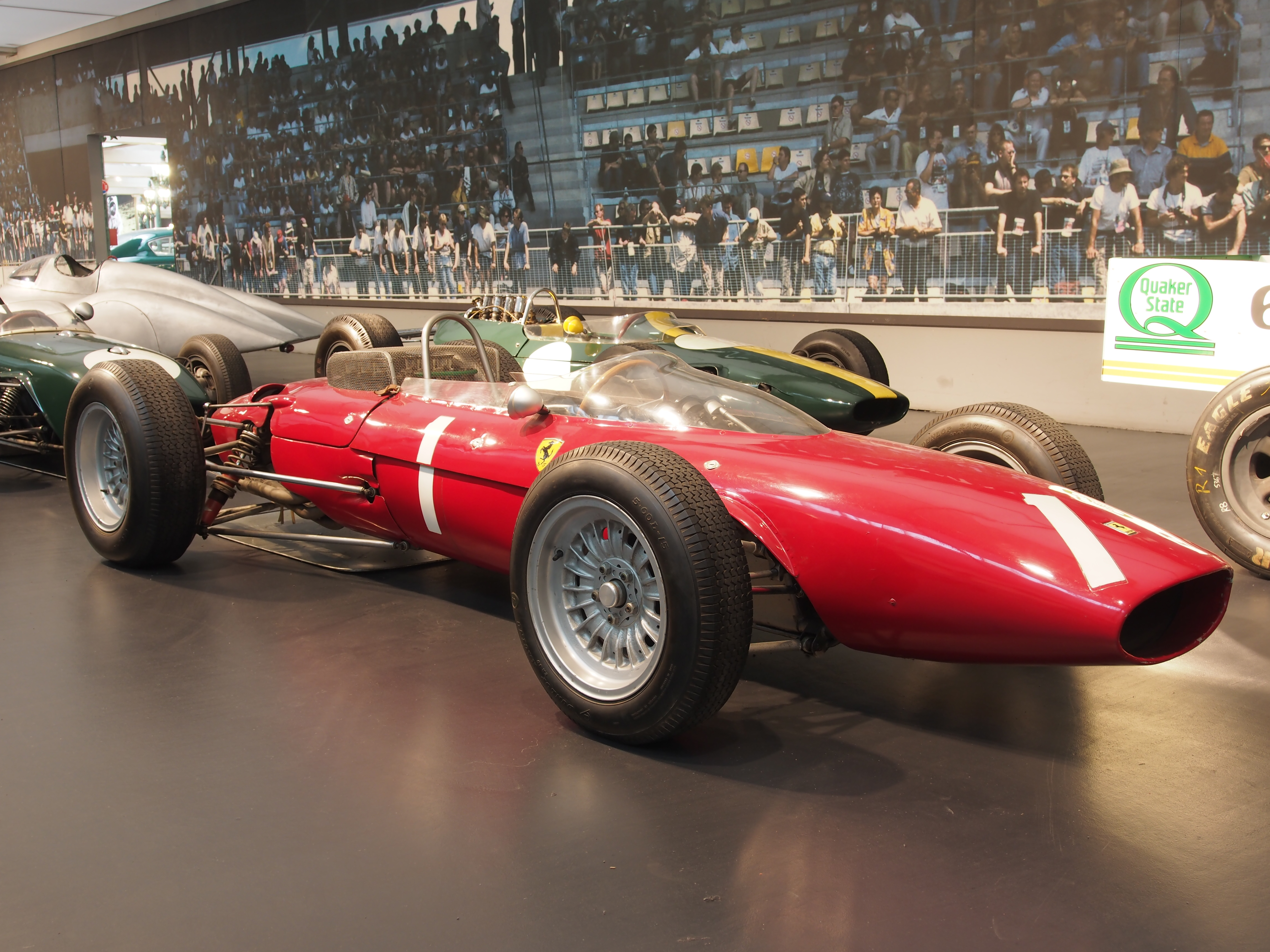
156F1 Aero

1963年型はボッシュ製の燃料噴射装置を採用し、156F1 Iniezione（イニエツィオーネ、イタリア語で「インジェクター」）とも呼ばれる。イタリアGPでは鋼管スペースフレームにアルミプレートをリベット止めして補強した「セミモノコックシャーシ」を投入。このシャーシ構造は航空工学の応用を意味するAero（アエロ）という別名をもち、フォルギエリはカーボンモノコックが登場する1980年代始めまで20年近く使い続けた。フロントのサスペンションアームとコイル/ダンパーユニットはダブルウィッシュボーン+アウトボード式からロッキングアーム+インボード式に改められ、ホイールはスポークから合金製ディスクとなった。
この年加入したジョン・サーティースがドイツGPでロータスのジム・クラークの連勝を止める1勝を挙げ、チームは上昇機運をつかんだ。エンジニア的素養のあるサーティースは開発面でもチームに貢献した。

### 1964年
V8エンジン搭載の新車158F1が登場し、156F1はセカンドドライバーのロレンツォ・バンディーニが4戦、スポット参戦のルドヴィコ・スカルフィオッティが1戦使用した。バンディーニはツェルトベク飛行場で行われたオーストリアGPで優勝した。

## スペック

### 1961年型
シャーシ
- 構造 スチール製チューブラーフレーム
- 全長 4,060 mm
- 全幅  mm
- 全高 1,000 mm
- 重量 420 kg
- ホイルベース 2,300 mm
- トレッド前後 1,200 mm / 1,200 mm
- ステアリング ラック・アンド・ピニオン
- ギアボックス 5速＋後進1速
- サスペンション 
  - 前 ダブルウィッシュボーン/コイルスプリング
  - 後 ダブルウィッシュボーン/コイルスプリング
- ブレーキ ディスク

エンジン
- 気筒数・角度 V型6気筒・65度→120度
- ボア・ストローク 73 × 58.8 mm
- 排気量 1,476 cc
- 圧縮比 9.8:1
- 最高出力 190 馬力 / 9,500 回転
- 動弁 DOHC・1気筒あたり2バルブ
- キャブレター ウェバー40 IF3C ×2
- 点火装置 ツインスパーク
- 潤滑システム ドライサンプ
- クラッチ マルチプレート

タイヤ
- メーカー ダンロップ
- 前輪サイズ 5.00×15
- 後輪サイズ 6.00×15

### 1963年型
シャーシ
- 構造 スチール製チューブラーフレーム
- 全長 3,900 mm
- 全幅  mm
- 全高 810 mm
- 重量 460 kg
- ホイルベース 2,380 mm
- トレッド前後 1,330 mm / 1,330 mm
- ステアリング ラック・アンド・ピニオン
- ギアボックス 6速＋後進1速
- サスペンション 
  - 前 ダブルウィッシュボーン→ロッキングアーム/コイルスプリング
  - 後 ダブルウィッシュボーン/コイルスプリング
- ブレーキ ディスク

エンジン
- 気筒数・角度 V型6気筒・65度→120度
- ボア・ストローク 73 × 58.8 mm
- 排気量 1,476 cc
- 圧縮比 9.8:1
- 最高出力 205 馬力 / 10,500 回転
- 動弁 DOHC・1気筒あたり2バルブ
- 燃料供給 ボッシュ・ダイレクトインジェクション
- 点火装置 ツインスパーク
- 潤滑システム ドライサンプ
- クラッチ マルチプレート

タイヤ
- メーカー ダンロップ
- 前輪サイズ 5.50×15
- 後輪サイズ 6.50×15

## F1世界選手権の成績
| 年   | エントラント                         | エンジン                                      | タイヤ | ドライバー         | 1   | 2   | 3   | 4   | 5   | 6   | 7   | 8   | 9   | 10  | ポイント | ランキング |
| ---- | ------------------------------------ | --------------------------------------------- | ------ | ------------------ | --- | --- | --- | --- | --- | --- | --- | --- | --- | --- | -------- | ---------- |
| 1961 | スクーデリア・フェラーリ SpA SEFAC   | フェラーリ 188 1.5L V6 フェラーリ 178 1.5L V6 | D      |                    | MON | NED | BEL | FRA | GBR | GER | ITA | USA |     |     | 40 (52)  | 1位        |
| 1961 | スクーデリア・フェラーリ SpA SEFAC   | フェラーリ 188 1.5L V6 フェラーリ 178 1.5L V6 | D      | ギンサー           | 2   | 5   | 3   | 15  | 3   | 8   | Ret | DNA |     |     | 40 (52)  | 1位        |
| 1961 | スクーデリア・フェラーリ SpA SEFAC   | フェラーリ 188 1.5L V6 フェラーリ 178 1.5L V6 | D      | ヒル               | 3   | 2   | 1   | 9   | 2   | 3   | 1   | DNA |     |     | 40 (52)  | 1位        |
| 1961 | スクーデリア・フェラーリ SpA SEFAC   | フェラーリ 188 1.5L V6 フェラーリ 178 1.5L V6 | D      | フォン・トリップス | 4   | 1   | 2   | Ret | 1   | 2   | Ret |     |     |     | 40 (52)  | 1位        |
| 1961 | スクーデリア・フェラーリ SpA SEFAC   | フェラーリ 188 1.5L V6 フェラーリ 178 1.5L V6 | D      | ジャンドビアン     |     |     | 4   |     |     |     |     |     |     |     | 40 (52)  | 1位        |
| 1961 | スクーデリア・フェラーリ SpA SEFAC   | フェラーリ 188 1.5L V6 フェラーリ 178 1.5L V6 | D      | メレス             |     |     | Ret |     |     | Ret |     |     |     |     | 40 (52)  | 1位        |
| 1961 | スクーデリア・フェラーリ SpA SEFAC   | フェラーリ 188 1.5L V6 フェラーリ 178 1.5L V6 | D      | R. ロドリゲス      |     |     |     |     |     |     | Ret |     |     |     | 40 (52)  | 1位        |
| 1961 | スクーデリア・フェラーリ SpA SEFAC   | フェラーリ 188 1.5L V6 フェラーリ 178 1.5L V6 | D      | P. ロドリゲス      |     |     |     |     |     |     |     | DNA |     |     | 40 (52)  | 1位        |
| 1961 | FISA                                 | フェラーリ 188 1.5L V6 フェラーリ 178 1.5L V6 | D      | バゲッティ         |     |     |     | 1   |     |     |     |     |     |     | 40 (52)  | 1位        |
| 1961 | スクーデリア・サント・アンブロース   | フェラーリ 188 1.5L V6 フェラーリ 178 1.5L V6 | D      | バゲッティ         |     |     |     |     | Ret |     | Ret |     |     |     | 40 (52)  | 1位        |
| 1962 | スクーデリア・フェラーリ SpA SEFAC   | フェラーリ 178 1.5L V6                        | D      |                    | NED | MON | BEL | FRA | GBR | GER | ITA | USA | RSA |     | 18       | 6位        |
| 1962 | スクーデリア・フェラーリ SpA SEFAC   | フェラーリ 178 1.5L V6                        | D      | ヒル               | 3   | 2   | 3   | DNA | Ret | Ret | 11  |     |     |     | 18       | 6位        |
| 1962 | スクーデリア・フェラーリ SpA SEFAC   | フェラーリ 178 1.5L V6                        | D      | バゲッティ         | 4   |     | Ret |     | DNA | 10  | 5   | DNA |     |     | 18       | 6位        |
| 1962 | スクーデリア・フェラーリ SpA SEFAC   | フェラーリ 178 1.5L V6                        | D      | R. ロドリゲス      | Ret | DNS | 4   | DNA | DNA | 6   | 14  |     |     |     | 18       | 6位        |
| 1962 | スクーデリア・フェラーリ SpA SEFAC   | フェラーリ 178 1.5L V6                        | D      | バンディーニ       |     | 3   |     | DNA |     | Ret | 8   | DNA |     |     | 18       | 6位        |
| 1962 | スクーデリア・フェラーリ SpA SEFAC   | フェラーリ 178 1.5L V6                        | D      | メレス             |     | 7   | Ret |     |     |     | 4   | DNA |     |     | 18       | 6位        |
| 1963 | スクーデリア・フェラーリ SpA SEFAC   | フェラーリ 178 1.5L V6                        | D      |                    | MON | BEL | NED | FRA | GBR | GER | ITA | USA | MEX | RSA | 26       | 4位        |
| 1963 | スクーデリア・フェラーリ SpA SEFAC   | フェラーリ 178 1.5L V6                        | D      | メレス             | Ret | Ret |     |     |     | Ret |     |     |     |     | 26       | 4位        |
| 1963 | スクーデリア・フェラーリ SpA SEFAC   | フェラーリ 178 1.5L V6                        | D      | サーティース       | 4   | Ret | 3   | Ret | 2   | 1   | Ret | 9   | DSQ | Ret | 26       | 4位        |
| 1963 | スクーデリア・フェラーリ SpA SEFAC   | フェラーリ 178 1.5L V6                        | D      | スカルフィオッティ |     | DNA | 6   | DNS |     |     |     |     |     |     | 26       | 4位        |
| 1963 | スクーデリア・フェラーリ SpA SEFAC   | フェラーリ 178 1.5L V6                        | D      | バンディーニ       |     |     |     |     |     |     | Ret | 5   | Ret | 5   | 26       | 4位        |
| 1964 | スクーデリア・フェラーリ SpA SEFAC   | フェラーリ 178 1.5L V6                        | D      |                    | MON | NED | BEL | FRA | GBR | GER | AUT | ITA | USA | MEX | 45 (49)* | 1位        |
| 1964 | スクーデリア・フェラーリ SpA SEFAC   | フェラーリ 178 1.5L V6                        | D      | バンディーニ       | 10  |     |     |     | 5   | 3   | 1   |     |     |     | 45 (49)* | 1位        |
| 1964 | スクーデリア・フェラーリ SpA SEFAC   | フェラーリ 178 1.5L V6                        | D      | スカルフィオッティ |     |     |     |     |     |     |     | 9   |     |     | 45 (49)* | 1位        |
| 1964 | ノース・アメリカン・レーシングチーム | フェラーリ 178 1.5L V6                        | D      | P. ロドリゲス      |     |     |     |     |     |     |     |     |     | 6   | 45 (49)* | 1位        |

- 太字はポールポジション、斜体はファステストラップ。(key)
- * 1964年のコンストラクターズポイントには、158で獲得したポイント(40点)も含まれる。